# Machli
Machli foi uma tigresa-de-bengala que viveu no Parque Nacional de Ranthambore, na Índia. Ela desempenhou um papel fundamental na regeneração da população de tigres naquela região no início dos anos 2000, e foi celebrada com o título de “A Rainha dos Tigres”, por sua espetacular habilidade de domínio, sua inteligência acima da média e uma forte capacidade de sobrevivência.
É também o mais famoso tigre do mundo, tendo sida exibida por diversos documentários ao redor do planeta durante mais de 10 anos. É também o tigre que mais tempo viveu na natureza que sem tem registro, sobrevivendo por 20 anos.

## Características
Media aproximadamente: 80 cm de altura até a cernelha, 1,75 m de comprimento (sem contar a cauda) e 130 kg.
Tinha uma marca em forma de peixe do lado esquerdo de seu rosto;
Uma de suas principais marcas era a sua força física e sua incrível habilidade de caça, algo testemunhado em um vídeo gravado em 2003, que ficou mundialmente conhecido, ao ser flagrada capturando e matando um enorme crocodilo a beira de um rio. Como efeito colateral dessa batalha ela acabou perdendo dois de seus quatro dentes caninos;
Foi uma mãe exemplar, conhecida também por sua ferocidade em proteger os seus filhotes de tigres machos adultos.

## Vida
Machli nasceu entre 1996 e 1997, e já era um filhote dominante em uma ninhada de três fêmeas.
Ela herdou seu nome de sua mãe que se chamava Machli I;
Em seus primeiros dois anos ela começou a caçar sozinha, assumindo uma parte do território de sua mãe até expulsá-la em definitivo;
Durante sua vida ela, inteligentemente, evitou o contato direto com os humanos, sabendo que teria problemas se atacasse alguém ou se predasse algum animal de domínio dos homens;
Tigresas geralmente têm entre duas e três ninhadas, no entanto, entre 1999 e 2006, Machli concebeu quatro ninhadas e deu á luz a onze filhotes (sete fêmeas e quatro machos). Sua prole deu origem a uma dinastia de tigres em Ranthambore, aumentando significantemente seus domínios naquele parque, o que fez com que a população de tigres de bengala aumentasse de 15 para 50 entre 2004 e 2014. Eventualmente, mais da metade dos tigres nessa parte da Índia descendem de sua linhagem.
Em 2008, dois de seus filhotes fêmeas foram relocadas a reserva de Sariska, impulsionando com sucesso a população de tigres nessa região também;
Da mesma forma como conquistou o seu território expulsando a sua mãe, Machli teve o mesmo destino com sua ultima ninhada de três fêmeas. A mais agressiva expulsou suas irmãs mais velhas e a exilou em uma área restrita de caça, longe de seus domínios habituais;
No início de 2014 Machli desapareceu de onde estava sendo vista regularmente provocando uma busca com mais de 200 funcionários até ser avistada após cerca de um mês de procura, onde parecia estar bem de saúde. Ela estava sobrevivendo em uma floresta fechada ao ter entrado nela caçando sua presa, apesar de vir sendo alimentada pelo pessoal do parque antes de seu desaparecimento.

## Reconhecimento
Machli é considerada a tigresa mais fotografada e filmada do mundo. Tendo sido destaque em dezenas de documentários sobre a vida selvagem, incluindo um da BBC, intitulado: “Queen of Tigers”.

## Anos posteriores e morte
No final de sua vida Machli perdeu quase todos os seus dentes, a visão de seu olho esquerdo e grande parte de sua força devido ao avanço de sua idade.
Como era incapaz de caçar e matar por conta própria passou a ser alimentada pelos funcionários do parque nacional, resultando em um prolongamento de sua idade, ultrapassando os limites da maioria dos tigres que vivem entre 10 e 15 anos em estado selvagem, atingindo surreais 20 anos.
Em agosto de 2016 ela ficou gravemente doente, e junto com sua idade avançada estabeleceu-se que era arriscado demais para os veterinários de Ranthambore trata-la com os medicamentos necessários pois poderia ser ainda mais fatal e prejudicial para sua saúde.
Machli morreu em 18 de agosto de 2016 sendo velada com honras de heroína e cremada sob rituais tradicionais hindus em uma cerimônia pública que atraiu dezenas de pessoas ao local.